# ベノリラート
ベノリラート（INN、Benorilate）とは、アスピリンが持つカルボキシ基と、アセトアミノフェンが持つ水酸基とを脱水縮合させてエステルにしたコドラッグである。抗炎症薬、解熱剤、鎮痛剤として利用される。子供の発熱に対しては、アスピリンとアセトアミノフェンを別々に与えるよりは効果が劣る。さらに、投与すると体内ではエステル結合が加水分解されてアスピリンが遊離され得るため、ライ症候群が発生する懸念から、ベノリラートは子供への投与は推奨されない。